# Diane Abbott

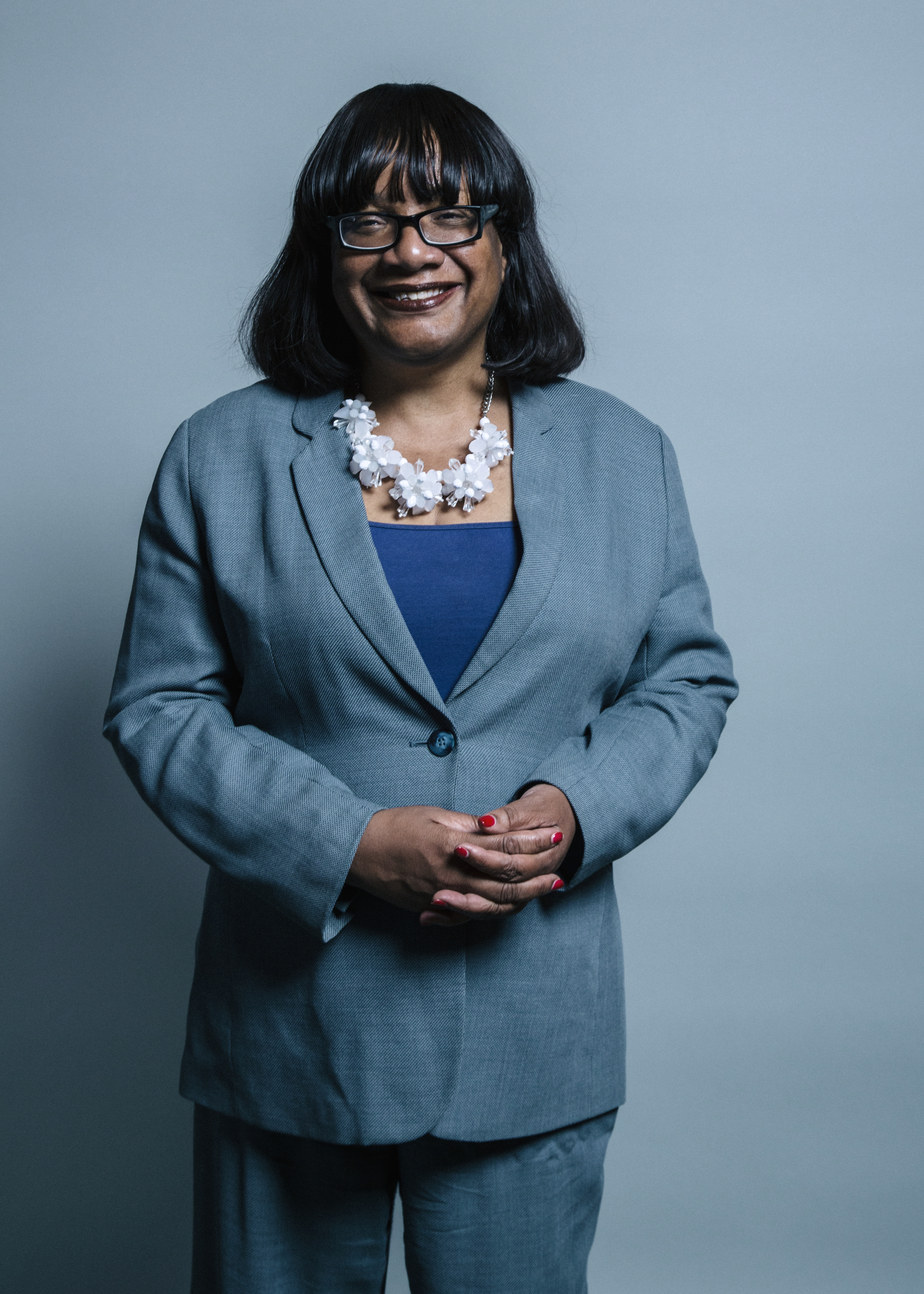
Diane Abbott, 2017

Diane Julie Abbott (Paddington, 27 september 1953) is een Brits politica, die sinds 1987 lid is van het Lagerhuis (MP) voor het kiesdistrict Hackney North and Stoke Newington. Ze is lid van de Labourpartij.   
Ze was in het schaduwkabinet van Jeremy Corbyn schaduwminister van Binnenlandse Zaken van 2016 tot 2020. Ze is de eerste zwarte vrouw die in het Britse parlement werd gekozen en anno 2024 het langstzittende zwarte parlementslid. Sinds de Lagerhuisverkiezingen van 2024 is ze ook het langst zittende vrouwelijke lid.

## Biografie
Abbott werd geboren in de Londense wijk Paddington in een Brits-Jamaicaanse familie. Ze studeerde geschiedenis aan Newnham College van de Universiteit van Cambridge. Ze werkte eerst als rijksambtenaar om vervolgens verslaggeefster te worden voor Thames Television en TV-am. Daarna was ze persvoorlichter voor de Greater London Council. 
Ze sloot zich aan bij de Labour Party en werd in 1982 gemeenteraadslid in Westminster. In 1987 werd ze lid van het Lagerhuis voor het kiesdistrict Hackney North and Stoke Newington. Zij was de eerste zwarte vrouw die in het Lagerhuis werd gekozen.  Ze is bij elke volgende algemene verkiezing herkozen en is het langstzittende zwarte parlementslid. Sinds de Lagerhuisverkiezingen van 2024 is ze ook het langstzittende vrouwelijke lid van het Lagerhuis ('Mother of the House').
Abbott behoort bij de linkervleugel van de Labour Party en stond kritisch tegenover het New Labour-project van Tony Blair, die de partij in de jaren '90 naar het politieke centrum verplaatste. Ze stemde tegen verschillende beleidsmaatregelen van Blair, waaronder de beslissing om de  oorlog in Irak te beginnen in 2003 en de Identity Cards Act van 2006. 
Ze stelde zich met een links programma verkiesbaar als leider van de Labourpartij in de leiderschapsverkiezingen van 2010, maar eindigde op de laatste plaats. De uiteindelijke winnaar van de leiderschapsverkiezingen, Ed Miliband, benoemde haar tot zijn schaduwminister van Volksgezondheid. Daarmee werd ze een 'frontbencher': een prominent lid van de oppositie.
Abbott steunde in 2015 de kandidatuur van de links-radicale Jeremy Corbyn om Labour-leider te worden. Zij werd in zijn schaduwkabinet achtereenvolgens schaduwminister van Internationale Ontwikkeling, van Volksgezondheid en uiteindelijk van Binnenlandse Zaken. Als bondgenoot van Corbyn steunde ze zijn linkse koers. Ze probeerde vergeefs om de Labour-kandidaat te worden voor de burgemeestersverkiezingen in Londen van 2016. Zij steunde de campagne Britain Stronger in Europe die het Britse lidmaatschap van de Europese Unie wilde behouden.
In een artikel in The Guardian in februari 2017 schreef Abbott dat zij elke dag racistische en seksistische haatberichten en bedreigingen ontving. Uit een rapport van Amnesty International bleek dat er tijdens de verkiezingscampagne van 2017 tien keer meer haatberichten aan haar waren gericht dan aan elk ander parlementslid.
Na de algemene verkiezingen van 2019 trad Corbyn af als partijleider. Abbott had geen zitting meer in het schaduwkabinet van zijn opvolger, de meer gematigde Keir Starmer. In april 2023 werd Abbott uit de Labourfractie gezet naar aanleiding van een brief aan The Observer waarin ze schreef dat Joodse, Ierse en Traveller-mensen niet op dezelfde manier met racisme te maken hadden als zwarte mensen. Op 28 mei 2024 werd ze weer tot de fractie toegelaten. Bij de Lagerhuisverkiezingen van 4 juli 2024 werd ze herkozen.

Op 17 juli 2025 werd ze geschorst uit de partij,  nadat ze had gezegd dat ze nog steeds achter haar eerdere opmerkingen over racisme stond.
- Gemeinsame Normdatei: 1228005230
- International Standard Name Identifier: 0000 0000 3917 8069
- Library of Congress Control Number: nb99072365
- Virtual International Authority File: 65968331
- WorldCat: E39PBJc3DH43Xy7BHXGtwQcQMP